# Swiss TXT
Die Swiss TXT (SWISS TXT AG) (bis Dezember 2015: SWISS TXT Schweizerische Teletext AG) ist eine Tochtergesellschaft und das Multimedia-Kompetenzzentrum der SRG SSR. In den Kernkompetenzen tritt sie auch im Drittmarkt auf.

## Geschichte

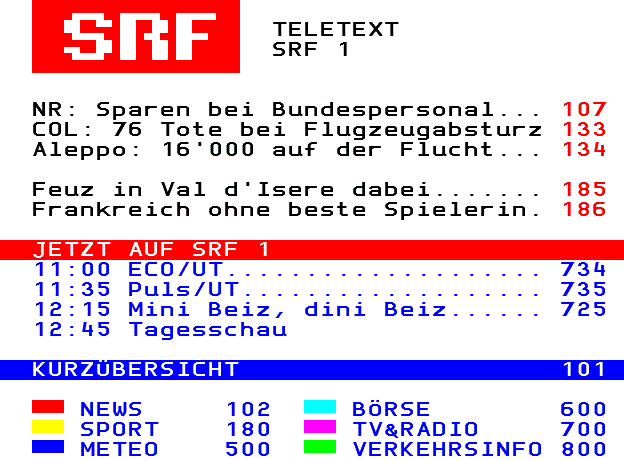
SRF-1-Teletext (2016)

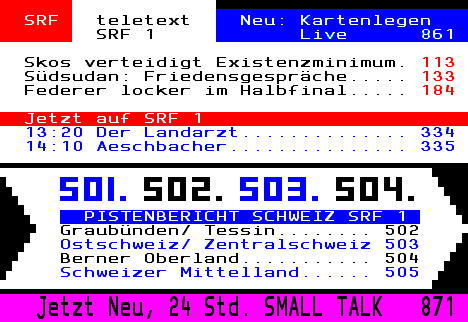
SRF-1-Teletext im Jahr 2014

Das Unternehmen wurde am 23. Dezember 1983 auf Basis der vom Schweizer Bundesrat erteilten Teletext-Konzession gegründet. Das Teletext der DRS ging 1984, das der TSR 1985 und das der TSI 1986 in Betrieb. 2001 wurde eine durchschnittliche tägliche Besucherzahl von 1,17 Millionen, 2004 von 1,3 Millionen Zuschauern erreicht.
Bis 2015 war die Swiss TXT für den Aufbau, den Betrieb und die Kommerzialisierung des Teletext der SRG-Fernsehsender (SRF 1, SRF zwei, SRF info, RTS Un, RTS Deux, RSI LA 1, RSI LA 2) verantwortlich. Die Redaktionen von Teletext wurden zwischen 2005 und 2008 in die Redaktionen von SRF, RTS und RSI ausgelagert. 2009 wurde der Bereich Multimedia erweitert.
2014 nutzten täglich 800'000 Schweizer den Teletext von Swiss TXT.
Mit der strategischen Neuausrichtung per 1. Januar 2016 ist die Swiss TXT im Multimediabereich für die SRG SSR und im Drittmarkt tätig.
Im Rahmen des Spar- und Reformprogramms der SRG SSR hat der Verwaltungsrat der SRG SSR entschieden, dass per 1. Januar 2020 unter der Leitung der SWISS TXT ein Kompetenzzentrum für IT-Infrastruktur und IT-Services, Digitalproduktion und Distribution entstehen soll. Dazu soll die SRG Infrastruktureinheit INIT in die SWISS TXT überführt werden.

## Organisation
Die Swiss TXT hat ihren Hauptsitz in Biel/Bienne sowie Niederlassungen in Zürich, Bern, Genf, Lausanne und Comano TI.

## Access Services (Untertitelung, Transkription, Übersetzung, Audiodeskription, Schriftdolmetschen)
Die Swiss TXT untertitelt die Fernsehprogramme der SRG SSR in allen Landesteilen. Zusätzlich liefert sie für die SRG SSR Dienstleistungen im Bereich Transkripte, Übersetzungen sowie Audiodeskription.

## Weitere Services
Platforms-as-a-Service (PaaS): Docker, Kubernetes
Hybrid Broadband Broadcast TV (HbbTV): Interaktives Fernsehen,
Multi-Device-Lösungen für Sport: Multimedia-Plattformen